# Лазиці
Лазиці (пол. Łazice, нім. Tannenhof) — село в Польщі, у гміні Чаплінек Дравського повіту Західнопоморського воєводства.
Населення — 217 осіб (2011).
У 1975-1998 роках село належало до Кошалінського воєводства.

## Демографія
Демографічна структура станом на 31 березня 2011 року:
|          | Загалом | Допрацездатний вік | Працездатний вік | Постпрацездатний вік |
| -------- | ------- | ------------------ | ---------------- | -------------------- |
| Чоловіки | 119     | 24                 | 83               | 12                   |
| Жінки    | 98      | 20                 | 58               | 20                   |
| Разом    | 217     | 44                 | 141              | 32                   |